# KAS-Canal 10

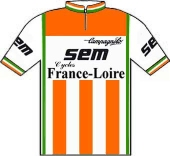
La divisa della Sem-France Loire, 1981

La KAS-Canal 10, nota in precedenza come Puch, Sem-France Loire e Skil, era una squadra maschile francese, poi spagnola, di ciclismo su strada, attiva nel professionismo dal 1980 al 1988.
Sorta per iniziativa di Jean de Gribaldy, ottenne i principali successi con Sean Kelly, in squadra per sette anni e vincitore della Vuelta a España 1988 e di numerose classiche (due Parigi-Roubaix, due Giri di Lombardia, una Milano-Sanremo, una Liegi-Bastogne-Liegi, sette Parigi-Nizza consecutive).

## Storia

### Puch e Sem
Il team nasce nel 1980 dopo la dissoluzione del consorzio franco-belga Flandria-Ça va seul-Sunair, attivo nella stagione 1979 sotto la direzione di Jean de Gribaldy, assumendo la denominazione Puch-Sem-Campagnolo. In squadra arrivano anche il capitano della vecchia Flandria, il portoghese Joaquim Agostinho, che concluderà quinto al Tour de France 1980, e il tedesco occidentale Dietrich Thurau, vincitore della Liegi-Bastogne-Liegi 1979.
Nel 1981 la squadra assume la denominazione Sem-France Loire-Campagnolo, e per il 1982 viene messo sotto contratto il ventiseienne irlandese Sean Kelly, già diretto per due anni da Gribaldy, il primo a proporgli un contratto da professionista nel 1977. Kelly, dopo i tre anni trascorsi sempre in Belgio alla Splendor con risultati molto positivi (sette vittorie di tappa alla Vuelta a España e tre al Tour de France tra 1980 e 1981), diventa il nuovo capitano della squadra.
Già a marzo l'irlandese si afferma vincendo quattro frazioni e la classifica finale della Parigi-Nizza, prima di sette vittorie consecutive, record, nella corsa francese; a luglio vince altre due tappe al Tour de France e conquista per la prima volta la maglia verde della classifica a punti: bisserà questo successo anche l'anno seguente, pur non vincendo tappe. Nel 1983, oltre ai risultati della Grande Boucle, Kelly vince il Giro di Svizzera e il Giro di Lombardia, mentre il ventitreenne olandese Steven Rooks fa sua la Liegi-Bastogne-Liegi. L'ormai quarantunenne Agostinho lascia al termine dell'anno.

### Skil
Nel 1984, con l'arrivo del nuovo main sponsor olandese, la squadra assume la denominazione Skil-Sem-Mavic-Reydel. Kelly si distingue particolarmente nelle classiche, sia in primavera, classificandosi nell'ordine secondo alla Milano-Sanremo, secondo al Giro delle Fiandre, primo alla Parigi-Roubaix e primo alla Liegi-Bastogne-Liegi, che in autunno, vincendo la Parigi-Tours: al termine dell'anno solare avrà ottenuto 33 successi. In maggio il ventitreenne francese Éric Caritoux, passato professionista solo due anni prima proprio con la Sem-France Loire, vince a sorpresa la Vuelta a España. Nell'occasione Caritoux, già vincitore sul Mont Ventoux alla Parigi-Nizza di quell'anno, riesce a prendere la maglia oro di leader al 12º giorno, dopo la tappa asturiana di Lagos de Covadonga, e a tenerla fino al traguardo di Madrid con un distacco finale di soli 6" su Alberto Fernández Blanco.
L'anno seguente arriva come sponsor l'azienda spagnola di bibite KAS, già marchio di un team attivo fino al 1980. I successi del gruppo di Gribaldy giungono soprattutto dal "solito" Sean Kelly, sempre in evidenza nelle gare di un giorno – vince il Giro di Lombardia – ma in grado anche di essere competitivo per le corse a tappe di tre settimane (è infatti quarto e maglia verde al Tour de France dopo il quinto e il settimo posto delle due edizioni precedenti). L'olandese Gerrie Knetemann fa il bis, undici anni dopo il primo trionfo, all'Amstel Gold Race. Al termine della stagione Caritoux si accasa alla Fagor e Knetemann torna in patria alla neonata PDM-Concorde; per il 1986 la Skil trasferisce i suoi finanziamenti all'olandese Skala-Gazelle e il team di Gribaldy assume la denominazione KAS-Mavic-TAG Heuer.

### KAS

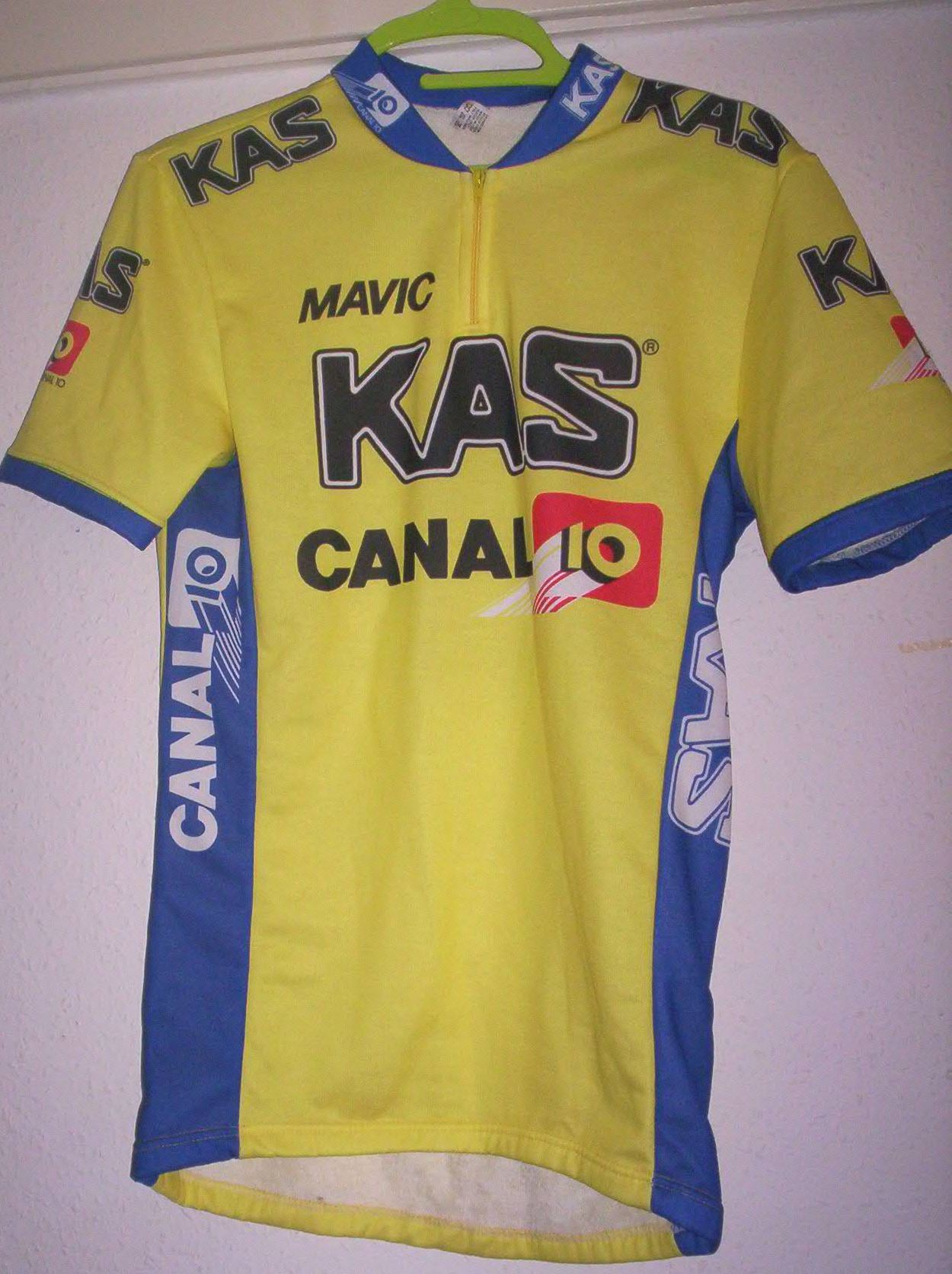
La maglia del 1988: KAS-Canal 10

Nel 1986 è ancora Kelly la punta della squadra, vincitore di due classiche monumento, la Milano-Sanremo e la Parigi-Roubaix, dominatore per il quinto anno consecutivo alla Parigi-Nizza, terzo alla Vuelta a España e protagonista di 24 successi stagionali. Si mettono in evidenza, oltre all'irlandese, il giovane neoprofessionista svizzero Stefan Joho, con otto vittorie tra cui la Vuelta a Aragón, e il portoghese Acácio da Silva, che fa suo il Campionato di Zurigo.
Il 2 gennaio 1987 il creatore e "padre" del team, Jean de Gribaldy, muore a Voray-sur-l'Ognon in un incidente stradale: aveva 65 anni. Detto il Vicomte, fu lo scopritore di ciclisti di riconosciuto talento come Agostinho e Kelly, ma non solo. La carica di manager e direttore sportivo viene allora assunta dall'ex ciclista Faustino Rupérez, da poco ritiratosi dall'attività; il numero di ciclisti spagnoli in rosa sale da 5 a 13 e la squadra assume licenza spagnola.
In aprile Kelly conquista per la terza volta, dopo il 1984 e il 1986, la Vuelta al País Vasco. Il mese seguente vince due tappe alla Vuelta a España (anche i compagni Jean-Luc Vandenbroucke e Ignacio Gastón Crespo se ne aggiudicano una) e prende la maglia oro di leader delle generale dopo l'ultima cronometro; è però costretto al ritiro per infortunio a tre giorni dalla fine quando ormai il risultato sembrava deciso. Anche al Tour de France, dove Acácio da Silva si mette in luce con una vittoria di tappa, Kelly deve abbandonare.
Per il 1988 ritorna nel gruppo Éric Caritoux; nella stessa annata arriva il secondo successo finale della Skil/KAS alla Vuelta a España, questa volta con Kelly. L'irlandese, partito favorito, consegue la maglia oro solo alla penultima tappa, vincendo la cronometro di Collado Villalba, e conclude con un vantaggio di 1'27" sul tedesco Reimund Dietzen; suo appannaggio sono anche la classifica a punti e quella combinata. In febbraio Kelly aveva intanto conquistato la sua settima Parigi-Nizza consecutiva. Al termine dell'anno la KAS ritira la sponsorizzazione e i vari elementi si sparpagliano in diverse squadre: il direttore sportivo Rupérez passa alla spagnola Puertas Mavisa, il capitano Kelly all'olandese PDM-Concorde, da Silva all'italiana Carrera Jeans, Caritoux alla francese RMO, Pello Ruiz Cabestany alla nuova ONCE, che raccoglie 4 ciclisti del team appena scioltosi.

## Cronistoria

### Annuario
| Anno | Codice | Nome                                                                          | Cat. | Biciclette   | Dirigenza                                                                            |
| ---- | ------ | ----------------------------------------------------------------------------- | ---- | ------------ | ------------------------------------------------------------------------------------ |
| 1980 | -      | Puch-Campagnolo-Sem                                                           | Pro  | Puch         | Dir. sportivi: Rudi Altig, Jean de Gribaldy, Serge De Vries                          |
| 1981 | -      | Sem-France Loire-Campagnolo                                                   | Pro  | France Loire | Dir. sportivi: Jean de Gribaldy, Pierre Rivory, Christian Rumeau                     |
| 1982 | -      | Sem-France Loire-Campagnolo                                                   | Pro  | France Loire | Dir. sportivi: Jean de Gribaldy, Alberic Schotte, Christian Rumeau                   |
| 1983 | -      | Sem-France Loire-Mavic (fino a fine maggio) Sem-Reydel-Mavic (da fine maggio) | Pro  | France Loire | Dir. sportivi: Jean de Gribaldy, Alberic Schotte, Christian Rumeau                   |
| 1984 | -      | Skil-Reydel-Sem-Mavic                                                         | Pro  | Vitus        | Dir. sportivi: Jean de Gribaldy, Alberic Schotte, Christian Rumeau                   |
| 1985 | -      | Skil-Sem-KAS-Miko                                                             | Pro  | Vitus        | Dir. sportivi: Jean de Gribaldy, Alberic Schotte, Christian Rumeau                   |
| 1986 | -      | KAS                                                                           | Pro  | Vitus        | Dir. sportivi: Jean de Gribaldy, Alberic Schotte, Christian Rumeau, Faustino Rupérez |
| 1987 | -      | KAS                                                                           | Pro  | Vitus        | Dir. sportivi: Jörg Andress, Alberic Schotte, Christian Rumeau, Faustino Rupérez     |
| 1988 | -      | KAS-Canal 10                                                                  | Pro  | Vitus        | Dir. sportivi: Ramón Mendiburu, Christian Rumeau, Faustino Rupérez                   |

## Palmarès

### Grandi Giri
- Giro d'Italia

Partecipazioni: 1 (1985)
Vittorie di tappa: 0
Vittorie finali: 0
Altre classifiche: 0
- Tour de France

Partecipazioni: 9 (1980, 1981, 1982, 1983, 1984, 1985, 1986, 1987, 1988)
Vittorie di tappa: 5
1982: 1 (Sean Kelly)
1984: 1 (Frédéric Vichot)
1985: 1 (Frédéric Vichot)
1987: 1 (Acácio da Silva)
1988: 1 (Acácio da Silva)
Vittorie finali: 0
Altre classifiche: 0
- Vuelta a España

Partecipazioni: 5 (1984, 1985, 1986, 1987, 1988)
Vittorie di tappa: 12
1984: 1 (Éric Caritoux)
1985: 3 (3 Sean Kelly)
1986: 2 (2 Sean Kelly)
1987: 4 (2 Kelly, Vandenbroucke, Gastón)
1988: 2 (2 Sean Kelly)
Vittorie finali: 2
1984 (Éric Caritoux)
1988 (Sean Kelly)
Altre classifiche: 0

### Classiche monumento
- Milano-Sanremo: 1

1986 (Sean Kelly)
- Parigi-Roubaix: 2

1984, 1986 (Sean Kelly)
- Liegi-Bastogne-Liegi: 2

1983 (Rooks); 1984 (Kelly)
- Giro di Lombardia: 2

1983, 1985 (Sean Kelly)

### Campionati nazionali
Strada
- Campionati francesi:

In linea: 1981 (Beucherie); 1985 (Leclercq); 1988 (Caritoux)
- Campionati tedeschi:

In linea dilettanti: 1980 (Hans Neumayer)
- Campionati portoghesi:

In linea: 1986 (Acácio da Silva)
- Campionati spagnoli: 1

In linea: 1987 (Juan Carlos González)
- Campionati svizzeri: 1

In salita: 1986 (Pascal Richard)
Pista
- Campionati francesi: 1

Inseguimento: 1980 (Patrick Hosotte)
Mezzo fondo: 1985 (Vichot); 1986 (Decrion)
- Campionati svizzeri: 1

Inseguimento: 1980 (Robert Dill-Bundi)
Cross
- Campionati svizzeri: 1

Elite: 1980 (Albert Zweifel); 1986 (Pascal Richard)